# Elisabeth de Meuron
Pour les articles homonymes, voir Meuron.
Louise Elisabeth de Meuron-Tscharner, plus connue sous le nom de Madame de Meuron ou plus simplement « Madame de » (22 août 1882 – 22 mai 1980), est une aristocrate excentrique de Berne, en Suisse. Elle est connue pour ses assertions cinglantes, pour sa propriété de Rümligen qu'elle habite et le concours hippique qu'elle y organise. Elle meurt peu avant ses 98 ans à l'hôpital de Riggisberg dans le Mittleland bernois. Elle est enterrée au cimetière de la commune de Gerzensee, aux côtés de son mari Fritz, originaire de la commune.

## Biographie
Louise Elisabeth est la fille d'Anna von Wattenwyl et de Ludwig von Tscharner,, docteur en droit et colonel du génie. Elle naît à Berne, dont elle est aussi originaire, dans la maison familiale située sur la Münsterplatz (Place de la cathédrale). De nos jours, cette maison est le bâtiment du département des Finances du canton de Berne. Elisabeth de Meuron y passe son enfance, souvent à sa fenêtre du troisième étage car elle n'a pas le droit de jouer avec les enfants sur la place.   

### La jeunesse
Son père, surnommé « le lion », est à l'image des armoiries de la famille Tscharner : un griffon (demi-lion, demi-aigle) et de sa devise : « Tenir, Je vais endurer, ne jamais abandonner ». Ludwig passe des soirées à lire à voix haute à ses deux enfants (Louise Elisabeth et Ludwig Samuel) des contes bibliques ou des légendes grecques, en allemand. Ces histoires racontées par son père marquent la jeunesse d'Elisabeth ; elles décrivent des mondes où tout est soit blanc soit noir, des univers où le bien et le mal sont clairement définis. Elisabeth parle français comme c'est l'usage dans la bourgeoisie bernoise à cette époque. À l'opposé de son frère plus calme et posé, Elisabeth est sans cesse à la recherche d'une activité et on lui connaît dès son jeune âge des épisodes de colère qui deviennent légendaires. Comme il lui est interdit d'aller au collège ou plus tard à l'université, elle a une préceptrice à demeure, dont les livres proviennent du pasteur Alexandre Vinet fondateur de l'église protestante vaudoise. Les histoires d'anges maudits refont surface comme un écho aux sculptures du portail de la cathédrale de Berne, qu'elle scrute depuis la fenêtre de sa chambre chaque fois que son père lui interdit de se mêler aux autres enfants. Elle devient de plus en plus rebelle à son éducation : « la vertu -que son père cite toujours- la vertu est stérile, rien ne pousse, c'est pour son bien ». Dans ce milieu strict, Elisabeth reporte son affection vers les animaux qui l'entourent : ses chiens, pigeons et lapins. Elle aura une affection toute particulière pour le château de Rümligen dans lequel ses parents aiment passer du temps, château qui venait de la famille de sa mère (von Frisching), et qui aurait dû devenir celui de son frère puis celui de son fils. Mais l'avenir va être différent.   

### L'héritière
Son père lui interdit d'épouser l'homme qu'elle aime, parce qu'il est Zurichois : « aucune propriété bernoise ne peut passer dans une famille zurichoise ». Elle cède à son père et se résigne à épouser en 1905 un cousin éloigné : Frédéric-Alphonse de Meuron de Neuchâtel. Sur la photo de mariage on a le sentiment de voir des époux par hasard côte à côte, elle regardant le sol et lui l'objectif. Son mari, par peur des maladies héréditaires à cause du risque de consanguinité, ne voudra qu'un enfant : elle lui donne une fille en 1907 (Louise) et un fils en 1909 (Roger)[Quoi ?]. En 1917 son frère, de trois ans son aîné, meurt à l'âge de 37 ans des suites d'un traumatisme crânien après une chute accidentelle dans son jardin. Anna von Wattenwyl-von Tscharner, leur mère, depuis longtemps malade, ne survit pas à cette nouvelle et meurt quelques jours plus tard le 14 mai à l'âge de 57 ans. En 1923 le mariage d'Elisabeth et de Fritz (Frédéric-Alphonse) s'achève avec un divorce. Ils gardent de très bonnes relations, Fritz conservant plusieurs pièces dans la maison de Vertmont et Elisabeth conservant le nom de famille de Meuron. Son père meurt en 1927. Elisabeth de Meuron devient l'héritière de tous les biens immobiliers de sa famille dans la vieille ville de Berne, les châteaux et les domaines. Elle hérite du château d'Amsoldingen, du château de Rümligen et dans la vieille ville de Berne, de cinq maisons sur la Münstergasse (rue longeant la maison familiale de la Münsterplatz), sur la Spitalgasse, et d'une maison à Vertmont dans l'Est de Berne ; et en dehors de Berne, l'alpage Rämisgummen situé en Emmental au-dessus de la commune d'Eggiwil. Elle fera du château de Rümligen sa résidence principale pendant de nombreuses années.

### Vie après le divorce
Une conséquence du divorce qu'Elisabeth n'avait pas envisagée est le placement de son fils Roger dans un pensionnat à Zuoz, dans le canton des Grisons. Elisabeth dit : « La justice est mauvaise pour nous les femmes concernant les enfants... ». Son fils fugue pour échapper à la police qui vient le chercher pour le ramener à l'internat. Par la suite Roger est autorisé à passer les vacances dans la propriété Rümligen. Une fois l'internat terminé il s'installe à Rümligen et se passionne pour l'entretien de la propriété au point de vouloir devenir agronome. Ce qu'Elisabeth lui refuse. Le climat entre Elisabeth et ses enfants Louise et Roger se détériore et devient tendu. On dit d'elle qu'il lui arrive de montrer plus d'amour pour ses lévriers russes (des barzoï) que pour ses deux enfants. Elisabeth, comme son père l'avait fait avec elle, refuse à Roger de pouvoir se marier avec celle qu'il aime. Louise ne supportant plus les éclats avec sa mère, tombe en dépression et part s'installer à Tanger pour se reconstruire. Roger veut même retourner à l'internat à Zuoz et décide de partir à pied pour le canton des Grisons. Roger se donne la mort en 1939, avec un pistolet d'ordonnance dans les caves du château de Rümligen. À partir de ce moment, on ne la verra porter plus que du noir, toujours avec sa canne un chapeau et son cornet acoustique et accompagnée de ses chiens.  
Elisabeth est pionnière quand elle est une des premières Bernoises à passer son permis dès la fin de la Première Guerre mondiale et à posséder sa propre voiture, une Lancia décapotable couleur crème. De la même façon quand elle se lance dans le commerce de broderies de soie, achetant à des paysannes de l'Oberland et les revendant à Berne. Mais cette expérience tourne court, son absence de connaissances en matière de règlementation lui faisant interdire de continuer d'exercer[pas clair]. Si elle avait été une épouse peu avertie, son mari ayant dû lui expliquer comment faire un enfant, elle ne se résout pas à en rester là : « En tant que femme divorcée, il n'est pas facile de se remarier, même si vous avez le sang bernois dans les veines ». À l'occasion du passage de son mari, elle rencontre un Viennois dont elle tombe amoureuse et qui serait heureux de l'accueillir en Autriche. Mais elle se reprend et commente qu'elle ne pouvait pas s'imaginer aller avec ce « fils de cordonnier » qui avait « une grande opinion de lui-même ». Elle aura une autre liaison avec Max Huggler (de) directeur de la Kunsthalle de Berne et trouve en lui un confident. Elle invite Huggler à visiter le château en ces termes : « Pour ceux d'entre nous qui sommes dans les grandes ligues, ou pour moi ou pour nous-mêmes, vous devriez garder le prochain week-end libre avec 2 ou 3 nuits. La sauvagerie du pays en hiver reste ici assez décente ». Ils passeront des nuits devant la cheminée à discuter de Dieu, Chagall ou Hodler, Rilke ou de Thomas d'Aquin.   
Ces citations proviennent des lettres qu'elle écrit lors de nuits blanches depuis des années. Ces lettres la montrent comme une femme puissante et réfléchie, prisonnière des contraintes de son temps et de son origine. Karoline Arn, historienne bernoise et arrière-petite-nièce par alliance, cite dans son livre des extraits des 1 200 lettres de Madame de Meuron et qui sont conservées à la Burger Bibliothek. L'auteure complète avec des souvenirs de témoins contemporains, en particulier ceux de sa petite-fille Barbara Hegner. L'image que ces lettres donnent d'elle est celle d'une personnalité pleine de contradictions : excentrique et terre-à-terre, arrogante et en manque d'amour, avare et généreuse à la fois, irascible et querelleuse. Elle peut harceler des étudiants qui sont ses locataires tout en les invitant dans son château de Rümligen.[réf. nécessaire] Elle y organise des concours hippiques qui deviennent célèbres avec des notables de l'armée et de la politique, même durant la seconde guerre, où se côtoient des soldats allemands en repos ou des Italiens ou des prisonniers. Mais elle s'y distingue toujours par son comportement autoritaire et cassant.[réf. nécessaire]

### L'excentrique aristocrate Madame de Meuron
Le mode de vie d'Elisabeth de Meuron a donné lieu à d'innombrables anecdotes. Sa réputation de Bernoise originale ne provient pas seulement de son image avec sa tenue de veuve, sa canne, son chapeau et son cornet acoustique, accessoire dont elle justifie l'usage par ces paroles : So ghör i nume was i wott! (Ainsi je n'entends que ce que je veux entendre), mais aussi par son comportement excentrique.
Dans la vieille ville de Berne on la voit le plus souvent accompagnée de ses lévriers russes. Elle autorise son personnel à garer leurs véhicules où bon leur semble et si la police vient à demander leur déplacement, elle réplique : Me laht das da! (Ceci reste ici!). Si elle prend le tram, jamais elle n'achète de billet, parce que : I bi vor em Tram da gsi! (j'étais ici avant le tram!). S'adressant à de parfaits inconnus, elle leur demande : Syt Dir öpper oder nämet Dir Lohn? (Êtes-vous quelqu'un ou gagnez-vous un salaire ?). Lorsqu'un agriculteur voulut s'asseoir sur le banc d'église réservé à la famille Frisching, elle le remit debout en lui disant : Im Himmel obe sy mer mynetwäge alli glych, aber hie unde wei mer einschtwyle no Ornig ha! (Dans le ciel, ma foi, nous serons tous égaux, mais dans l'intervalle, ici-bas, nous voulons encore de l'ordre). Et lorsqu'une fois elle surprend une vagabonde (ou comme elle le dit elle-même : schturms Froueli, Tschaaggeli (une petite mendiante folle)) en train de chaparder des fruits dans le parc de son château, elle l'enferme dans la remise des carrioles pendant deux jours. Accusée d'emprisonnement arbitraire, elle passe en jugement. Elle argumente son action en se basant sur son droit, produisant un document du Moyen Âge, autorisant le châtelain du château de Rümligen à rendre la justice basse. Elle est condamnée à une faible amende et une obligation de suivre un cours sur le droit moderne.

## Ouvrages de référence
- Susy de Langhans-Maync: Madame de... Viktoria, Ostermundigen 1971; 11. A. 1984,  (ISBN 3-85958-007-8) (en Suisse allemand)
- Rosmarie Borle, et coll.: Madame de Meuron 22 août 1882 – 22 mai 1980. Ein Erinnerungsalbum. Erpf, Berne, 1980,  (ISBN 3-256-00019-3)
- Michael Stettler: Machs na. Und Figuren Exempel. Stämpfli, Berne 1981,  (ISBN 3-7272-0049-9)
- Hans A. Jenny: Schweizer Originale. Porträts helvetischer les Individus (= Groupe 1). Nebelspalter, Rorschach, 1991, S. 76-79,  (ISBN 3-85819-158-2)
- Guy de Meuron: Histoire d'une famille neuchâteloise. Attinger, Hauterive 1991,  (ISBN 2-88256-050-8)
- Karoline Arn: Elisabeth de Meuron-von Tscharner. Der Wunsch der Löwin zu fliegen[13] (Elisabeth de Meuron-von Tscharner, la lionne qui désirait voler)  (ISBN 978-3-7296-0885-6)
- Journal de la SRF: Videobeitrag «Madame De Meurons Biografie», SRF1 Tagesschau 27.10.14[14]
- Journal de la radio régionale de Berne Fribourg Valais: Radiosendung «Die verborgene Seite der Madame de Meuron» (La face cachée de Madame de Meuron), Radio SRF1 Regionaljournal 22.10.14[15],[16]
- Émission de la radio régionale de Berne Fribourg Valais: Radiosendung «Elisabeth de Meuron: Berner Unikum und eifrige Briefeschreiberin», Radio SRF1 Buchzeichen 08.02.15[17]